# Muriel Spark
Muriel Sarah Camberg, conocida como Muriel Spark, (Bruntsfield, Edimburgo, 1 de febrero de 1918 – Florencia, 13 de abril de 2006) fue una novelista británica. 
 

## Trayectoria
Nació en Edimburgo (Escocia). Su padre era un ingeniero judío askenazi de origen lituano, y su madre, una inglesa presbiteriana. Estudió en el James Gillespie's High School for Girls. Enseñó inglés por un corto periodo antes de trabajar como secretaria en una tienda.
A los 19 años se casó con S. O. Spark y fueron a vivir a Rodesia, donde tuvieron un hijo. Enseguida se separaron, Muriel volvió a Inglaterra y trabajó en el Foreign Office, en labores de contraespionaje bélico, desde 1944. Le fue concedida la DBE.
Conoció e hizo amistad con Graham Greene. Empezó a ser conocida con su novela The Comforters (Los que consuelan, 1957), que firmó con el apellido Spark; aunque el libro que la hizo popular fue La plenitud de la señorita Brodie (1961). Colaboró en el New Yorker. Desde 1954, año en que se convirtió al catolicismo, residió en Italia.

## Obras literarias

### Novelas
- Las voces (1957)
- Robinson (1958)
- Memento Mori (1959)
- The Ballad of Peckham Rye (1960)
- The Bachelors (1960)
- La plenitud de la señorita Brodie (1961)
- The Girls of Slender Means (1963)
- The Mandelbaum Gate (1965)
- The Public Image (1968 )
- El asiento del conductor (1970)
- Not to Disturb (1971)
- The Hothouse by the East River (1973)
- La abadesa de Crewe (1974)
- Territorial Rights (1979)
- La entrometida (1981)
- The Only Problem (1984)
- A Far Cry From Kensington (1988)
- Symposium (1991)
- Reality and Dreams (1996)
- Aiding and Abetting (2000)
- The Finishing School (2004)

### Otras obras
- Tribute to Wordsworth, (1950), edit. con Derek Stanford.
- Child of Light (1951), sobre Mary Shelley.
- The Fanfarlo and Other Verse (1952)
- Selected Poems of Emily Brontë (1952)
- John Masefield (biografía) (1953)
- Emily Brontë: her life and work (1953), con Derek Stanford.
- My Best Mary (1953), cartas de Mary Wollstonecraft Shelley, ed. con Derek Stanford.
- The Brontë letters (1954)
- Letters of John Henry Newman (1957), ed. con Derek Stanford.
- The Go-away Bird (cuentos) (1958)
- Voices at Play (cuentos y piezas) (1961)
- Doctors of Philosophy (teatro) (1963)
- Collected Poems (1967)
- Collected Stories (1967)
- The Very Fine Clock (1968), libro infantil, ilustrado por Edward Gorey.
- Bang-bang You're Dead (cuentos) (1982]
- Going up to Sotheby's (poemas) (1982)
- Curriculum Vitae (1992), su autobiografía.
- Complete Short Stories (2001)
- All the Poems (2004)
- You Should Have Seen the Mess (cuentos)

### Traducciones
- Una mujer al volante, Lumen, 1971 ISBN 978-84-264-1080-1
- La imagen pública, Lumen, 1980 ISBN 978-84-264-4008-2
- El único problema, 1987, ISBN 978-84-7668-140-4
- Merodeando con aviesa intención, Laia, 1988 ISBN 978-84-7668-154-1
- Muy lejos de Kensington, Alfaguara, 1991 ISBN 978-84-204-2581-8
- El banquete, Alfaguara, 1994 ISBN 978-84-204-2682-2
- Mary Shelley, Lumen, 2006 ISBN 978-84-264-1552-3
- La plenitud de la señorita Brodie, Pre-Textos, 2006 ISBN 978-84-8191-752-9
- Memento mori, Plataforma, 2010 ISBN 978-84-96981-63-8
- El asiento del conductor, Contraseña, 2011. Traducción de Pepa Linares. ISBN: 978-84-937818-6-6
- Las señoritas de escasos medios, Impedimenta, 2011. Traducción de Gabriela Bustelo. ISBN 978-84-15130-05-5
- Los solteros, Impedimenta, 2012. Traducción de Juan Sebastián Cárdenas. ISBN 978-84-15130-35-2
- La abadesa de Crewe, Contraseña, 2012. Traducción de Pepa Linares. ISBN: 978-84-939308-8-2
- Robinson, La Bestia Equilátera, 2013. Traducción de Ernesto Montequin. ISBN 978-987-1739-59-2 Archivado el 15 de septiembre de 2018 en Wayback Machine.
- La entrometida, Blackie Books, 2020. ISBN 978-84-18187-49-0